# Los Beatniks
Los Beatniks est un groupe de rock argentin, originaire de Buenos Aires. Il est l'une des premières formations de rock argentin. Formée en 1966, ce groupe est considéré comme l'un des groupes fondateurs du mouvement rock en argentine. Le 2 juin 1966, elle enregistre le single Rebelde/No finjas más, considéré comme le premier disque et la date initiale du « rock national argentin ».

## Biographie
Los Beatniks se forment durant l'été 1966 à Villa Gesell. Ils commencent à jouer dans le local Juan Sebastián Bar, propriété de Mauricio Birabent. Rebelde est une chanson co-écrite par Moris et Pajarito Zaguri.
Pour diffuser le single Rebelde/No finjas más, le groupe programme une série d'actions. Parmi elles, il y a une séance photo à demi-nu dans une fontaine de Buenos Aires. Ces photos sont par la suite publiées en couverture de la revue à sensation Así. L'édition est cependant censurée par la dictature militaire du général Juan Carlos Onganía, et les musiciens sont incarcérés durant trois jours,. Une autre action est d'aller jouer sur un camion qui déambule dans les rues du centre de Buenos Aires. Il existe une vidéo amateur montrant l'évènement. Malgré tout cela, le disque n'est pas un franc succès puisqu'à peine 200 exemplaires sont vendus.
Peu après, du fait du peu d'attention qu'ils reçurent, le groupe décide de se séparer. De là, d'autres groupes virent le jour comme Manal ou La Barra de Chocolate. Durant cette même année, Moris commence sa carrière en solo.

## Membres
- Moris - guitare, chant
- Pajarito Zaguri - guitare, chant
- Javier Martínez - batterie
- Antonio Perez Estévez - basse
- Jorge Navarro - claviers

## Discographie
- 1966 : Rebelde/No finjas más